# Mulavukad
Mulavukad es una ciudad censal situada en el distrito de Ernakulam en el estado de Kerala (India). Su población es de 21833 habitantes (2011). Se encuentra a 8 km de Cochín y a 64 km de Thrissur.

## Demografía
Según el censo de 2011 la población de Mulavukad era de 21833 habitantes, de los cuales 10633 eran hombres y 11200 eran mujeres. Mulavukad tiene una tasa media de alfabetización del 97,87%, superior a la media estatal del 94%: la alfabetización masculina es del 98,57%, y la alfabetización femenina del 97,22%.